# Алиев, Намик Гасан оглы
Алиев Намик Гасан оглы (азерб. Əliyev Namiq Həsən oğlu; род. 19 мая 1956, Баку, Азербайджанская ССР, СССР) — советский и азербайджанский ученый, юрист, дипломат. Доктор юридических наук, профессор.

## Биография
Доктор юридических наук, профессор. Руководитель кафедры международных отношений и внешней политики Академии государственного управления при Президенте Азербайджана

## Карьера
29 марта 2006 года присвоен ранг чрезвычайного и полномочного посла.
Посол Азербайджана в Грузии (29 марта 2006 — 20 апреля 2011).
Посол Азербайджана в Молдове (20 апреля 2011 — 6 сентября 2016).

## Награды
- Медаль «За большой вклад в укрепление дружественных отношений между Молдовой и Азербайджаном и пропаганду идей ЮНЕСКО» (2015 год, Национальная комиссия Молдовы по ЮНЕСКО)[8].

## Публикации
- «Международное право и нагорно-карабахский конфликт» (статья)(Москва, 2013)[9]
- «Приднестровский конфликт» / Между Днестром и Прутом/ (книга)(издательство «Универсул», Тифлис)[10]